# Rrajcë
Rrajcë es una localidad albanesa del condado de Elbasan. Se encuentra situada en el centro del país y desde 2015 está constituida como una unidad administrativa del municipio de Prrenjas. A finales de 2011, el territorio de la actual unidad administrativa tenía 8421 habitantes.
La unidad administrativa incluye los pueblos de Bardhaj, Katjel, Kotodesh, Rrajcë, Skënderbe, Sutaj y Urakë.
Se ubica en la periferia nororiental de la capital municipal Prrenjas, junto a la frontera con Macedonia del Norte.
Por su ubicación geográfica, la localidad cuenta con un pasado eslavo. Según Vasil Kanchov, en la localidad vivían en 1900 unos 840 musulmanes búlgaros. A principios del siglo XXI, los lingüistas Klaus Steinke y Xhelal Ylli intentaron averiguar si quedaba aquí algo de presencia eslava, pero encontraron que todos los actuales habitantes del lugar, incluso los más mayores, son musulmanes de habla albanesa.